# Aravis
Aravis es un personaje ficticio de la saga de libros Las crónicas de Narnia escrita por el inglés C. S. Lewis. Aravis aparece en El caballo y el muchacho, donde es uno de los personajes principales. También es mencionada brevemente en La última batalla.
Ella es una niña tarkeena, de muy buena posición social de Calormen. Con su caballo Hwin, que es revelado ser una bestia parlante de las tierra de Narnia, ella escapa de su casa, con el fin de no casarse con Ahoshta quien le es repugnante a Aravis. Aravis es un personaje fuerte, cuya confianza, valentía la lealtad son compensados por la arrogancia y el egocentrismo.
En su viaje hacia el norte para ser libre en Narnia, se encuentran acompañados con el caballo parlante Bree y el muchacho Shasta. Aravis oye accidentalmente un complot de los calormenos para invadir Archenland y Narnia, y con este conocimiento los cuatro son capaces de advertir a la gente de Archenland a tiempo para impedir la invasión. En el proceso de sus aventuras, a través de una serie de "lecciones" y encuentros, el carácter de Aravis se transforma, y adquiere humildad y sensibilidad. Su compañero, Shasta, descubre que es el heredero perdido del reino de Archenland, y, al ser adultos él y Aravis se casan y gobiernan como rey y reina. Ellos son los padres de Ram el Grande, el "más famoso de todos los reyes de Archenland".

## Resumen de su Biografía
Aravis dice de su familia, "Soy la única hija de Kidrash Tarkaan, el hijo de Kidrash Tarkaan, el hijo de Illsombreh Tisroc, el hijo de Ardeeb Tisroc quien desciende en una línea directa del dios Tash." (El Caballo y su Muchacho)
Aravis ha pasado toda su juventud en el corazón de Calormen, aparentemente en Calavar, la provincia de la que su padre es un lord. Su mamá y su hermano mayor ambos están muertos y su padre está casado con una cruel mujer, que no hace un intento para ocultar el desagrado por su hijastra. Ella también tiene un hermano menor pero es "solo un niño". La vida de Aravis en el hogar se hace imposible cuando su padre anuncia su compromiso con Ahoshta Tarkaan, un cortesano adinerado pero desagradable que ella desprecia. En respuesta a esto ella decide suicidarse. Sin embargo, su yegua, Hwin, se revela como un caballo parlante de Narnia y la persuade a huir a Narnia en lugar de el suicidio.
En el viaje hacia Calormen, ellos se encuentran con Bree y Shasta (El caballo y el muchacho que le dan nombre a la historia) que también trataban de huir a Narnia. Los cuatro tratan de atravesar Tashbaan sin ser detectados, pero se separan y Aravis se halla con su amiga Lasaraleen que también es una tarkeena. Aravis y Lasaraleen exploran el castillo del Tisroc, y accidentalmente oyen el plan de el Tisroc y el Príncipe Rabadash para atacar Archenland. Cuando ella se encuentra con Shasta y los caballos de nuevo, todos están de acuerdo en alertar a Archenland y Narnia urgentemente.
Cuando ellos están llegando a la frontera de Archenland, son atacados por un león (el cual más tarde es revelado ser Aslan) que araña la espalda de Aravis en amonestación por la crueldad pasada hacia su esclava. Sus heridas la ven forzada a quedarse con el Hermit de la Marcha del Sur, mientras que Shasta va solo para completar la misión. Ella observa la batalla a través de piscina mágica del Hermit, horrorizada por el peligro que enfrenta Shasta. Mientras en la casa del Hermit, ella se encuentra con Aslan, un encuentro que la cambia mucho. 
Casándose con Shasta (después conocido como príncipe Cor) se convierte en princesa de Archenland (y después reina) y la madre de Rey Ram el Grande. Es vista por última vez en La última batalla, y está presente en la Gran Reunión en el país de Aslan.

## Críticas
Algunos críticos consideran el uso los personajes de Calormen como villanos al ser una prueba del racismo. Aravis se presenta a menudo como un contraejemplo a este (junto con Emeth), ya que es retratada con simpatía, y virtud en gran medida, y toda una heroína de Calormen. Aravis, como otros personajes de Calormen son descritos como de piel oscura y, a menudo con el pelo teñido, que se asemeja más al oscuro de los árabes y los hindús.